# Aleksandr Borodin

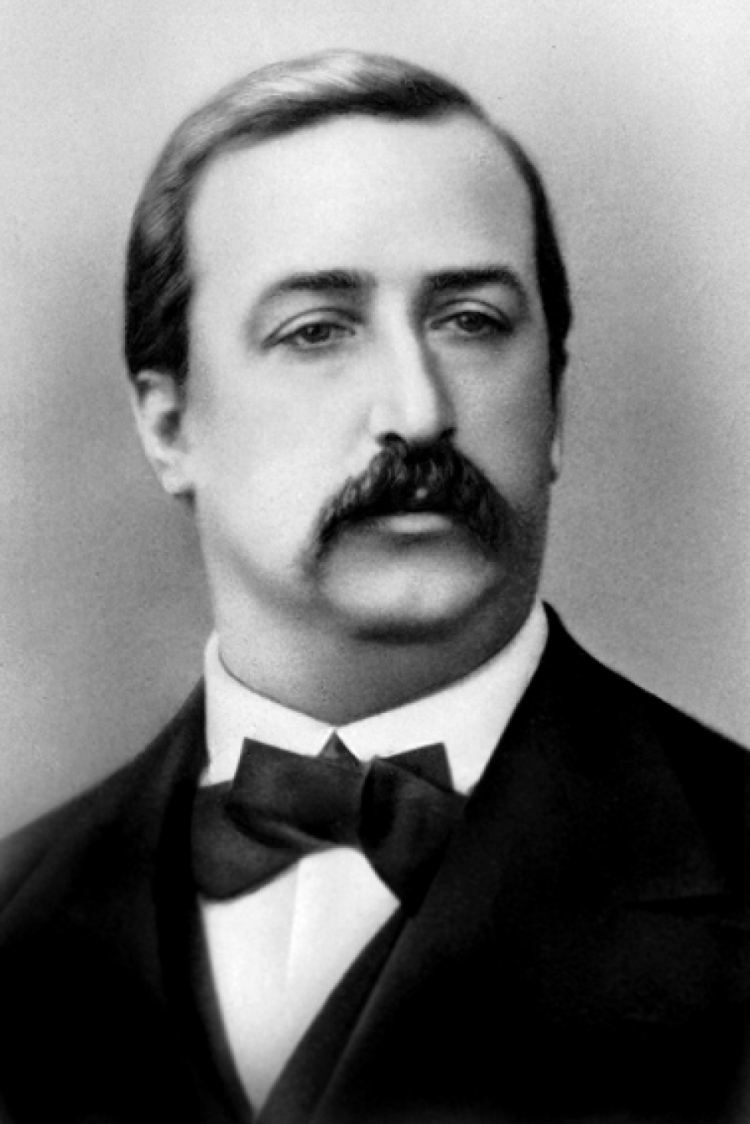
Borodin in 1865

Aleksandr Porfirjevitsj Borodin (Russisch: Александр Порфирьевич Бородин) (Sint-Petersburg, 12 november 1833 – aldaar, 27 februari 1887) was een Russisch componist en chemicus. Hij was lid van Het Machtige Hoopje, een groep van vijf Russische componisten die zich toelegden op specifiek Russische muziek.

## Biografie
Borodin werd geboren in Sint-Petersburg als buitenechtelijke zoon van de Georgische edelman Loeka Gedevanisjvili (Georgisch: ლუკა სიმონის ძე გედევანიშვილი) en diens minnares de Russische, 25 jaar oude Jevdokia Konstantinovna Antonova (Russisch: Евдокия Константиновна Антонова). Geheel volgens de gebruiken van die tijd werd hij bij zijn geboorte ingeschreven als zoon van een ander, van de adellijke bediende, Porfiri Ivanovitsj Borodin.
Als jongen kreeg hij een zeer goede opleiding, waaronder pianolessen. Aanvankelijk bekwaamde hij zich in de geneeskunde, aan een instelling waaraan later Ivan Pavlov verbonden was, en vervolgens in de chemie. Hij begon in 1862 compositielessen te nemen bij Mili Balakirev, toentertijd hoogleraar in de chemie. Het jaar daarop huwde hij de jonge pianiste Jekaterina Protopopova. Ze kregen drie dochters. Muziek bleef Borodins tweede roeping, naast een loopbaan als chemicus en fysicus. Hij was lid van 'Het Machtige Hoopje' (ook bekend als 'De Vijf'), dat naast Borodin en de informele leider Balakirev bestond uit Nikolaj Rimski-Korsakov, Modest Moessorgski en César Cui. De groep, met als ideoloog Vladimir Stassov, spande zich in voor het scheppen van een nationale Russische muziek met minder West-Europese invloed dan die van bijvoorbeeld Pjotr Iljitsj Tsjaikovski. Hoewel de leden op muzikaal gebied amateurs waren en hun hoofdberoep uitoefenden in andere disciplines, was hun invloed behoorlijk groot.
In 1869 dirigeerde Balakirev de eerste symfonie van Borodin, die in hetzelfde jaar aan zijn tweede symfonie begon. Deze was geen succes bij de première, maar in 1880 organiseerde Franz Liszt een uitvoering in Duitsland die Borodin faam buiten Rusland bezorgde.
Ook begon Borodin in 1869 aan de opera Prins Igor (zie ook Igorlied), volgens sommigen zijn voornaamste werk. De opera bevat de Polovetzer dansen, die meestal als een zelfstandig stuk worden uitgevoerd en in deze vorm waarschijnlijk zijn bekendste compositie vormen. Bij zijn dood was de opera niet volledig, daar hij onvoldoende tijd had voor componeren door zijn werk als scheikundige. De opera werd postuum voltooid door Nikolaj Rimski-Korsakov en Aleksandr Glazoenov.
Ondanks zijn erkenning als een bekwaam componist verdiende Borodin zijn inkomen als chemicus en genoot hij aanzien op dat gebied. Als gevolg hiervan is zijn oeuvre niet zo groot als dat van zijn tijdgenoten. Wel componeerde hij het populaire, aan de steppe gewijde symfonische gedicht In de steppen van Centraal-Azië, twee strijkkwartetten, een strijkkwintet en een aantal liederen en pianostukken. Ook begon hij aan een derde symfonie, maar deze was onvolledig bij zijn dood. De tweedelige symfonie is door Glazoenov voltooid.
Borodin overleed als gevolg van een hartaanval tijdens een bal op 27 februari 1887. Hij werd begraven op de Tichvin-begraafplaats van het Alexander Nevski-klooster in Sint-Petersburg.

### Werk in de scheikunde
Borodin werd vooral bekend door zijn werk met aldehyden. Tussen 1859 en 1862 hield Borodin een postdoc in Heidelberg. Hij werkte in het laboratorium van Emil Erlenmeyer aan benzeenderivaten. Hij bracht ook een tijd door in Pisa, alwaar hij werkte aan organische halogenen. Een in 1862 gepubliceerd experiment omschreef een eerste nucleofiele substitutie van chloor door fluor in benzoylchloride.

## Composities

### Voor het theater
- Bogatyri (de heldhaftige strijders), opera-farce, 5 V.A. Krylov 1867 Moskou, Bolsjoj, 6/18 nov 1867 RUS-SPtob, US-Stu, ongeveer een kwart van Borodin, de rest losjes gebaseerd op uittreksels van opera's van Rossini, Meyerbeer, Offenbach, Serov, Verdi, Hérold en anderen; grotendeels georkestreerd door E.N. Merten; 2 koraaluittreksels ed. A. Nefedov (Moskou, 1977)
- Tsarskaja nevesta [De bruid van de tsaar), opera Borodin, naar L.A. Mej 1867–8, alleen concepten; verloren gegaan
- Mlada, opera-ballet, 4 Krylov, naar scenario van S.A. Gedeonov 1872  RUS-Mcm, SPil, SPsc bedrijf 4 door Borodin; andere 3 bedrijven door Rimsky-Korsakov, Cui en Moessorgski; finale (nrs.5–7) arrangement en orkestratie Rimsky-Korsakov (Leipzig, 1892); koraaluittreksel van finale ed. A. Nefedov (Moskou, 1977)
- Knjaz Igor [Vorst Igor], opera, proloog, 4 Borodin, naar scenario van V.V. Stasov 1869–70, 1874–87 St-Petersburg, Mariinski, 23 okt/4 nov 1890 Mcm, SPsc; (Leipzig, 1888) onvoltooid; voltooid en gedeeltelijk georkestreerd door Rimsky-Korsakov en Glazoenov; 4 koraaluittreksels, niet in origineel. vs, ed. A. Nefedov (Moskou, 1977)

### Orkestmuziek
- Symfonie nr.1 in E (1862–1867, uitgegeven in 1882).
- Symfonie nr.2 in b (1869–1876, uitgegeven in 1887). Vanwege Borodins overlijden werd de partituur voor publicatie doorgelezen door Aleksandr Glazoenov en Nikolaj Rimski-Korsakov.
- In Centraal-Azië, muzikaal portret, (1880, uitgegeven in 1882).
- Symfonie nr.3 in a (1882/1886–1887, uitgegeven in 1888). Slechts tweedelig, voltooid door Glazoenov.

### Kamermuziek
- Concert voor fluit en piano in D (1847); het handschrift is verloren gegaan
- Trio in G, voor twee violen en cello (1847); het handschrift is verloren gegaan (de compositie is gebaseerd op thema's uit Meyerbeers opera Robert le diable)
- Trio in G, voor twee violen en cello (ca. 1850–1860), fragmentarisch overgeleverd
- Kwartet in D voor fluit, hobo, altviool en cello (1852–1856, uitgegeven in 1949: het stuk is gebaseerd op een pianosonate van Franz Joseph Haydn [Hoboken XVI:51])
- Strijkkwintet in f (1853–1854, uitgegeven in 1960); de finale is voltooid door O. Jevlachov.
- Trio in g, voor twee violen en cello (1854–1855, uitgegeven in 1946); de compositie is gebaseerd op het Russische volksliedje Tsjem tebja ja ogortsjila (Wat heb ik om je getreurd)
- Grand Trio in G, voor twee violen en cello (1859–62; alleen de delen een en twee zijn, in 1949, uitgegeven aangezien het derde deel onvoltooid is overgeleverd)
- Sonate in b, voor cello en piano (1860, uitgegeven in 1982 in een completering van Goldstein; de compositie is gebaseerd op een thema uit Bachs sonate voor viool-solo BWV 1001)
- Pianotrio in D (1860–1861, uitgegeven in 1950); de compositie telt drie delen.
- Strijksextet in d (1860–1861, uitgegeven in 1946); alleen de delen 1 en 2 bleven bewaard,
- Pianokwintet in c (1862, uitgegeven in 1938),
- Strijkkwartet nr.1 in A (1874–1879, uitgegeven in 1884)
- Strijkkwartet nr.2 in D (1881,uitgegeven in 1888)
- Scherzo in D voor strijkkwartet (1882, uitgegeven in 1899); de compositie is het derde deel van een tweede verzameling van stukken dat de titel heeft Les vendredis. Aan de  reeks werkten ook o.a. Glazoenov en Rimsky-Korsakov mee,
- Serenata alla spagnola in d, strijkkwartet (1886, uitgegeven in 1887); het betreft een samenwerkingscompositie met Ljadov, Glazoenov en Rimsky-Korsakov.

### Pianomuziek
- Polka Hélène in d, voor vierhandig-piano (1843, uitgegeven in 1946); oorspronkelijk voor tweehandig piano,
- Adagio patetico in A (1849? uitgegeven in 1970),
- Le courant, etude (1849),
- Fantasie op een thema van Hummel (1849),
- Scherzo in b (1852); handschrift is verloren gegaan,
- Allegretto in D, voor vierhandig-piano (1861, uitgegeven in 1980); bewerking van het trio uit het scherzo van het strijkkwintet,
- Scherzo in E, voor vierhandig-piano (1861, uitgegeven in 1970),
- Tarantella in D, voor vierhandig-piano (1862, uitgegeven in 1938),
- Polka, Marche funèbre, Requiem en Mazurka, voor driehandig-piano (?1874–1878); de eerste drie stukken zijn gepubliceerd in 1879, de Mazurka werd, postuum, in 1893 gepubliceerd,
- Petite suite (1885); georkestreerd door Glazoenov (1895),
- Scherzo in A (1885); georkestreerd door Glazoenov voor opname in de Petite Suite

### Vocale muziek
- Misera me! Barbaro sorte (Anon.), T, B, pf, c1850–60, RUS-SPit, onvoltooid
- Bozje milostivy [Genadige God], 1852–5, SPit, onvoltooid
- Tsjto ty rano, zorenka [Waarom zijt ge zo vroeg, dageraad?] (S. Solovjov), 1852–5, vrij aangepast door Lamm (Moskou, 1947)
- Krasavitsa-rybatsjka [Het mooie vissersmeisje] (H. Heine, trans. D. Kropotkin), c1854 (Moskou, 1947) [met vc obbl]
- Razljoebila krasna devitsa [Het lieve meisje houdt niet meer van me] (Vinogradov), c1854 (Moskou, 1947) [met vc obbl]
- Sloesjajte, podroezjenki, pesenkoe mojoe [Luister naar mijn lied, kleine vriend] (E. von Kruse), c1854 (Moskou, 1947) [met vc obbl]
- Spjasjtsjaja knjazjna [De slapende prinses] (Borodin), 1867 (Moskou, 1870), georkestreerd Rimsky-Korsakov (Moskou, 1903)
- Pesnja tjomnogo lesa [Lied van het duistere woud] (Borodin), 1867–8 (1873), arr. mannenkoor, pf, en georkestreerd door Glazoenov (1893)
- Morskaja tsarevna [De zeeprinses] (Borodin), 1868 (1873)
- Falsjivaja nota [De valse noot] (Borodin), 1868 (Moskou, 1870)
- Otravoj polny moi pesni [Mijn liederen zijn vol van vergif] (H. Heine, trans. L.A. Mey), 1868 (Moskou, 1870)
- More [De zee] (Borodin), 1869–70 (Moskou, 1870), georkestreerd 1884, SPsc, onvoltooid; georkestreerd Rimsky-Korsakov (Moskou, 1906)
- Serenada tsjetyrjoch kavalerov jednoj dame [Serenade van vier ruiters voor een vrouw] (Borodin), 4 mannen vv, pf, ca. 1870 (Leipzig, 1889)
- Iz sljoz moich [Van mijn tranen] (Heine, trans. Mey), 1870–71 (1873)
- Vperjod, droezja [Vooruit vrienden] (?Borodin), 4 mannen vv, 1878
- Arabskaja melodija [Arabische melodie] (trad., trans. Borodin), 1881 (Leipzig, 1888)
- Dlja beregov ottsjizny dalnoj [Voor de kusten van uw verre geboorteland] (A.S. Poesjkin), 1881 (Leipzig, 1888), georkestreerd Glazoenov (Leipzig, 1912)
- Na zabytom pole bitvy [Op een vergeten slagveld] (Borodin), 4 mannen vv, 1881, onvoltooid, ed. in Moezykalnoje nasledstvo, iii (Moskou, 1970)
- Oe ljoedej-to v domoe [In de huizen van sommige lieden] (N.A. Nekrasov), 1v, georkestreerd, 1881 (Leipzig, 1890), arr. 1v, pf door G.O. Dütsch (Leipzig, 1890)
- Spes [Trots] (A.K. Tolstoy), 1884–5 (Leipzig, 1890)
- Septain (G. Collin), 1885 (Luik, 1885), trans. Borodin als Tsjoedny sad [De tovertuin] (1887)
- Slava Kirilloe! Slava Mefodijoe! [Glorie aan  Kirill! Glorie aan Methodius!] (anon.), 4 mannen vv, ?1885, onvoltooid, ed. in Moezykalnoje nasledstvo, iii (Moskou, 1970)

## Trivia
Borodins muziek is gebruikt in de musical Kismet (1953) van Robert Wright en George Forrest. Borodin kreeg in 1954 postuum een Tony Award voor zijn muzikale bijdrage aan deze show. Vooral van het lied Stranger in Paradise, gebaseerd op de Glijdende dans van de meisjes uit de Polovetzer dansen, bestaan vele versies. De bekendste is van Tony Bennett.